# جزر البحر الأحمر

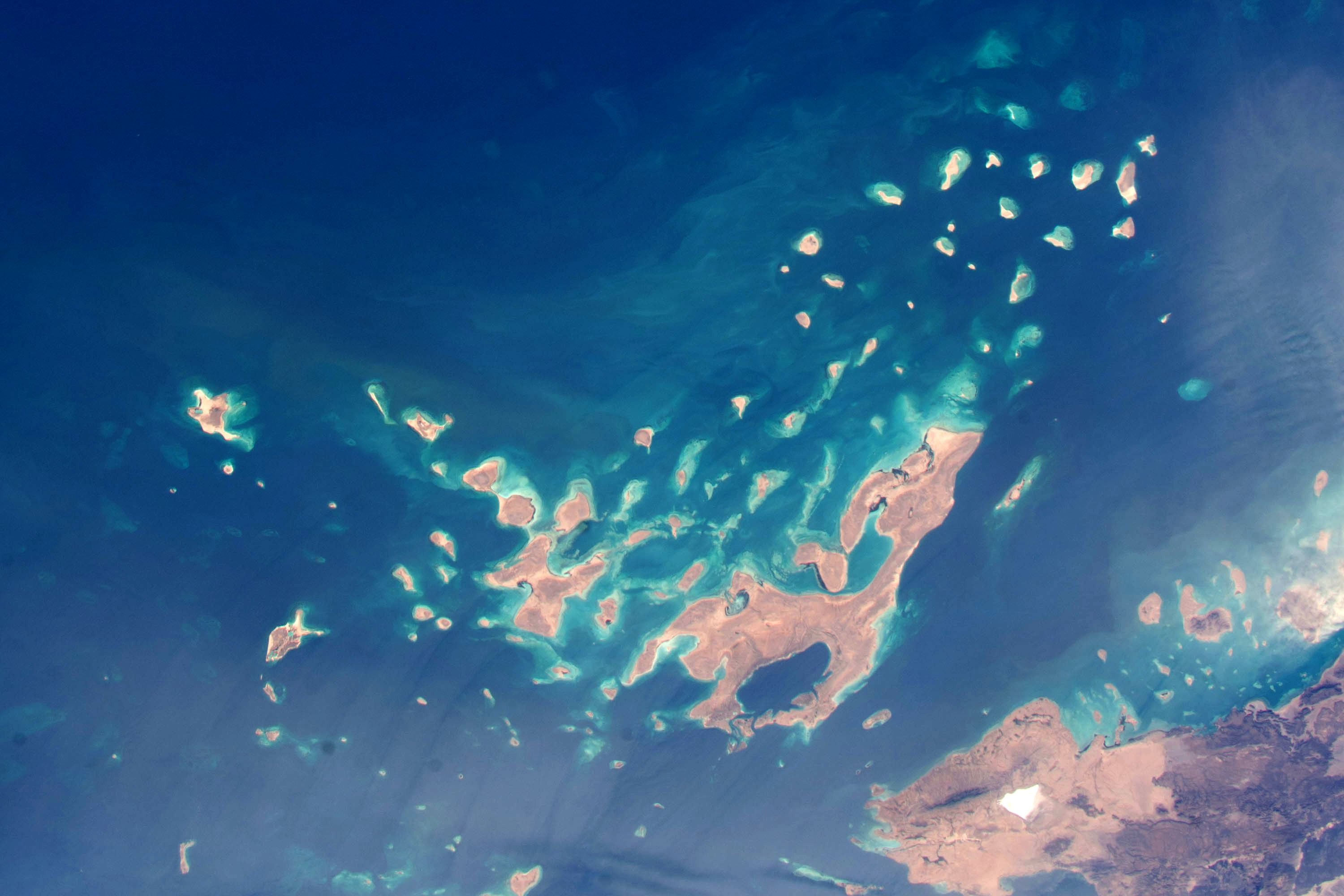
صوره من الأقمار الصناعية لبحر الاحمر

جزر البحر الأحمر يوجد في البحر الأحمر عشرات الجزر، تتمتع ببيئة نباتية وحيوانية مختلف.

## جزر البحر الأحمر

### في مصر
- جزيرة الزبرجد أمام ساحل برنيس.
- جزيرة الجفتون الكبير والجفتون الصغير أمام ساحل الغردقة.
- جزيرة أبو منقار أمام شيراتون الغردقة.
- جزيرة شدوان أمام ساحل الغردقة.
- جزيرة الفنادير.

### في اليمن
- بريم
- جبل الطير
- حنيش
- كمران

### في السعودية
- أم الحصاني الجنوبية
- أم الحصاني الوسطى
- تاروت
- تيران (جزيرة)
- جزر فرسان
- جزيرة آمنة
- جزيرة أبكر
- جزيرة أبو علي
- جزيرة أبو لاحق
- جزيرة أبو مرزوق
- جزيرة أم أرومة
- جزيرة أم البل
- جزيرة أم الخضري
- جزيرة أم العود
- جزيرة أم القنديل
- جزيرة أم الكتف
- جزيرة أم دينار
- جزيرة أم ربيص
- جزيرة أم قصور
- جزيرة الأغثم
- جزيرة الباطنة
- جزيرة البغلة
- جزيرة البينة
- جزيرة الثغباء
- جزيرة الثميري
- جزيرة الجريد
- جزيرة الحويصات
- جزيرة الحويلات
- جزيرة الدسان
- جزيرة الدسان الصغيرة
- جزيرة الدليلة
- جزيرة الدهمانية
- جزيرة الزخنونية
- جزيرة السقاء
- جزيرة السقيد
- جزيرة الضعينة
- جزيرة الطويلة
- جزيرة الطيور
- جزيرة العاقر
- جزيرة العجوزة
- جزيرة العربية
- جزيرة العلطة
- جزيرة الفرشة
- جزيرة القرمة
- جزيرة المرجان
- جزيرة المسلمية
- جزيرة المقيطع
- جزيرة النعمان
- جزيرة الهيزة
- جزيرة الهيلمية
- جزيرة الوصل
- جزيرة برقان
- جزيرة بريم
- جزيرة ثرى
- جزيرة جانا
- جزيرة جبل أبو حمد
- جزيرة جبل الصبايا
- جزيرة جبل الليث
- جزيرة جبل حسان
- جزيرة جبل دوقة
- جزيرة جبل ذهبان
- جزيرة جبل كدمبل
- جزيرة جذيم
- جزيرة جنا
- جزيرة جنة
- جزيرة حاطبة
- جزيرة حالة زعل
- جزيرة حبار
- جزيرة حرقوص
- جزيرة حصر
- جزيرة دراكة
- جزيرة دعامة
- جزيرة دمسك
- جزيرة دوشك
- جزيرة ذو الراكة
- جزيرة ذو ثلاث
- جزيرة رأس الرصيبب
- جزيرة رامين
- جزيرة رقبين
- جزيرة ريخة
- جزيرة زبيدة
- جزيرة زفاف
- جزيرة ساسوه (توضيح)
- جزيرة ساسوه الشرقية
- جزيرة ساسوه الغربية
- جزيرة سقالة
- جزيرة سلوبة
- جزيرة سولين الشمالية
- جزيرة سويحل
- جزيرة شريرة
- جزيرة شريفة
- جزيرة شعاريين
- جزيرة شورة
- جزيرة شوشة
- جزيرة شيبارة
- جزيرة صنافير
- جزيرة صياد
- جزيرة عنيبر
- جزيرة غراب
- جزيرة فرسان
- جزيرة قطنة
- جزيرة قماح
- جزيرة قمعان
- جزيرة كران
- جزيرة كرين
- جزيرة كسكوس الجنوبية
- جزيرة كسكوس الشمالية
- جزيرة كيرة
- جزيرة مدرة
- جزيرة مشعاب
- جزيرة منظر سجيد
- جزيرة هذبة
- جزيرة يبوع
- رأس الطرفة
- محمية جزر أم القماري
- منظر أبو الشوك
- جزيرة أبلح

### في السودان
- جزيرة سنقنيب
- جزيرة الريح
- جزر تلا تلا
- جزر بار موسي
- أرخبيل جزر سواكن

### في إريتريا
- جزر دهلك